# Marja
Marja je žensko osebno ime.

## Izvor imena
Ime Marja je različica ženskega osebnega imena Marija.

## Pogostost imena
Po podatkih Statističnega urada Republike Slovenije je bilo na dan 31. decembra 2007 v Sloveniji število ženskih oseb z imenom Marja: 180.

## Osebni praznik
Osebe z imenom Marja lahko godujejo takrat kot osebe z imenom Marija  